# 基蘭·蒂爾尼
基蘭·蒂爾尼（英語：Kieran Tierney；1997年6月5日—），是一名蘇格蘭職業足球員，現效力蘇格蘭超級足球聯賽球隊些路迪及蘇格蘭足球代表隊成員，司職左閘。
蒂爾尼為些路迪的青訓球員，於2015年4月首次為球隊上陣，1年後首次為蘇格蘭足球代表隊上陣。2019年8月，他以2500萬鎊的價錢轉投阿仙奴，成為最高轉會費的蘇格蘭球員。

## 球會生涯

### 早期生涯
蒂爾尼於的道格拉斯出生，於10個月大時移居至威蕭。他小時候支持的球隊為些路迪，並於7歲時加入球隊的青年隊。蒂爾尼曾表示希望模仿里斯本雄狮的成員托米·格梅爾，因為二人皆於威蕭成長，並出任相同的位置。
蒂爾尼為球隊各階的青年軍上陣，並成為青年隊邊路中攻守皆能的球員。2014年8月，他跟隨一線隊出戰對陣托定咸熱刺的友誼賽，並在比賽中得到出場機會。雖然些路迪在比賽中落敗，但蒂爾尼仍形容他的一線隊首戰為「夢想成真」。2014-15賽季，他繼續為些路迪的預備隊上陣。2014年10月，蒂爾尼在對陣赫斯的青年軍比賽中，於自己禁區頂的位置施射，攻入1球。

### 些路迪

#### 一線隊首戰與突破
2015年4月22日，蒂爾尼於正式比賽中首次為些路迪上陣。領隊羅尼·代拉於聯賽對陣登地的比賽中，於第81分鐘派遣他上陣。該季，他在對陣聖莊士東的比賽中，再為球隊上陣，該場比賽中，他上陣超過60分鐘。
2015-16賽季，蒂爾尼為球隊上陣超過30場比賽，取代，成為球隊的正選左閘。蒂爾尼出色的表現助他獲得蘇格蘭PFA年度最佳青年球員和蘇格蘭FWA年度最佳青年球員的獎項，些路迪在該季亦獲得聯賽冠軍。雖然有部份英格蘭超級足球聯賽球隊有意收購他，蒂爾尼仍選擇於2016年6月24日與球會續約，新合約年期直至2021年完結。

#### 2016-17賽季
於2016–17年歐洲冠軍聯賽分組賽首次上陣後，蒂爾尼在10月27日於訓練中弄傷腳踝韌帶，需最少缺陣2個月，將錯過聯賽盃決賽。於缺陣期間，他同時醫治反復出現的肩膀傷患，亦在朋友陪同下，以支持者的身份入場觀看數場些路迪的比賽。
2017年1月22日，蒂爾尼在缺陣3個月後，在蘇格蘭足總盃對陣阿爾比恩流浪者的比賽中復出。5月7日，他再次獲得蘇格蘭PFA年度最佳青年球員的獎項，是繼奇治·尼雲贏得1984-85賽季和1985-86賽季的獎項後，首位連續贏得此獎項的球員。2017年蘇格蘭足總盃決賽中，他的下顎受傷，被提早換下接受治療，些路迪最終以2比1贏得比賽，成為國內三冠王，其中聯賽更以不敗奪冠。雖然蒂爾尼於本賽季受傷時間比較長，他仍能為球隊上陣40場比賽。

#### 2017-18賽季
2017年8月8日，蒂爾尼在蘇格蘭聯賽盃對陣基马诺克的比賽中成為球隊的隊長，並出任中堅的位置，帶領陣中其他的年輕球員。在比賽中，他交出1次助攻，並於40碼外射入1球，協助球隊以5比0大勝。10月30日，於贏得聯賽最大對手鴨巴甸的比賽後一星期，他與球會續下1份年期至2023年的合約。

#### 2018-19賽季
2018年12月2日，蒂爾尼於2018年蘇格蘭足總盃決賽中上陣全場的比賽，其後因髋部受傷，至次年2月24日才復出。他在餘下的賽季，因疝氣而需接受手術。

### 阿仙奴
2019年8月8日，蒂爾尼轉會英格蘭超級足球聯賽球隊阿仙奴，轉會費據報為2500萬鎊。他因接受疝氣手術而缺陣季初的賽事。9月24日，蒂爾尼於英格蘭聯賽盃對陣诺丁汉森林的比賽中，首次代表球隊上陣。一星期後，他於欧足联欧洲联赛主勝標準列治4比0的比賽中，交出助攻予。10月27日，蒂爾尼於對陣水晶宫的比賽中，首次於英超上陣，雙方最終以2比2賽和。他於對陣韋斯咸的聯賽中，因肩膀脫臼缺陣一段時間。
聯賽因2019冠状病毒病疫情緩和而復賽後，蒂爾尼於6月有着好表現，獲得該月球會最佳球員的獎項。2020年7月26日，蒂爾尼於聯賽煞科戰對陣屈福特的比賽中，攻入轉會後首個入球，協助球隊於主場以3比2勝出。8月1日，蒂爾尼以正選上陣2020年英格蘭足總盃決賽，助球隊贏得第14次冠軍。
2021年2月25日，蒂爾尼在歐足總歐洲聯賽32強賽中以3-2擊敗本菲卡的比賽踢進一球，因此他成為自1980年3月威利·楊以來在歐戰中首位為阿森納進球的蘇格蘭人。
2021年6月25日，蒂爾尼與阿仙奴簽下續約，新合約到2026年。

### 皇家社會
2023年8月27日，蒂爾尼租借加盟西甲球會皇家社會為期一個賽季。9月2日，他在5-3戰勝格拉納達的比賽中首次亮相，並因此被皇家社會主帥伊曼諾·阿爾瓜西爾貼上“卓越的”的標籤。

### 重返阿森纳
蒂尔尼在2024欧洲杯期间因腿筋受伤，于夏季返回阿森纳。他于2024年11月21日完成了期待已久的恢复训练。

## 國家隊生涯
蒂爾尼曾為蘇格蘭 U18和蘇格蘭 U19上陣，他亦曾表示有興趣為出生地的國家隊——曼島足球代表隊上陣。
2016年3月10日，蒂爾尼於對陣丹麥國家足球隊的友誼賽，首次獲蘇格蘭足球代表隊徵召，並在比賽中上陣45分鐘，於下半場開始時被些路迪隊友查理·穆爾格魯入替，最終蘇格蘭隊於主場咸普頓公園球場以1比0勝出。
由於國家隊隊友於左閘的位置有着出色的表現，加上蒂爾尼能出任多個防守位置，因此他在對陣斯洛文尼亞國家足球隊、立陶宛國家足球隊和斯洛伐克國家足球隊的比賽中出任右閘；而在2018年國際足協世界盃外圍賽對陣英格蘭國家足球隊的比賽中，他出任左中堅的位置。
2017年11月10日，蒂爾尼在對陣荷蘭國家足球隊的比賽中首次成為球隊的隊長，並出任中堅，但球隊最終以0比1落敗。
2022年3月24日，蒂爾尼在對陣波蘭的友誼賽中踢進在蘇格蘭足球代表隊的首球。
2024年6月7日，蒂尔尼入选了苏格兰参加在德国举行的2024年欧洲足球锦标赛决赛阶段比赛的大名单。 一周后，他在赛事揭幕战中首发出场，比赛进行了76分钟后被斯科特·麦肯纳替换下场，最终苏格兰以1-5负于东道主德国队。 6月19日，在对阵瑞士队的小组赛第二场比赛中，蒂尔尼因伤在第61分钟被替换下场。受此伤势影响，他未能参加对阵匈牙利队的最后一场小组赛。苏格兰以0-1失利，最终以1分排名A组垫底，未能晋级淘汰赛阶段。

## 生涯統計

### 球會
截至2020年7月16日
| 球會        | 賽季               | 聯賽               | 聯賽 | 聯賽 | 盃賽 | 盃賽 | 聯賽盃 | 聯賽盃 | 歐洲賽事 | 歐洲賽事 | 總計 | 總計 |
| 球會        | 賽季               | 聯賽               | 出場 | 入球 | 出場 | 入球 | 出場   | 入球   | 出場     | 入球     | 出場 | 入球 |
| ----------- | ------------------ | ------------------ | ---- | ---- | ---- | ---- | ------ | ------ | -------- | -------- | ---- | ---- |
| 些路迪      |                    |                    |      |      |      |      |        |        |          |          |      |      |
| 2014-15賽季 | 蘇格蘭足球超級聯賽 | 2                  | 0    | 0    | 0    | 0    | 0      | 0      | 0        | 2        | 0    |      |
| 2015–16賽季 | 蘇格蘭足球超級聯賽 | 23                 | 1    | 4    | 0    | 2    | 0      | 4      | 0        | 33       | 1    |      |
| 2016–17賽季 | 蘇格蘭足球超級聯賽 | 24                 | 1    | 5    | 1    | 2    | 0      | 9      | 0        | 40       | 2    |      |
| 2017–18賽季 | 蘇格蘭足球超級聯賽 | 32                 | 3    | 5    | 0    | 4    | 1      | 14     | 0        | 55       | 4    |      |
| 2018–19賽季 | 蘇格蘭足球超級聯賽 | 21                 | 0    | 2    | 0    | 3    | 0      | 14     | 1        | 40       | 1    |      |
| 2019–20賽季 | 蘇格蘭足球超級聯賽 | 0                  | 0    | –    | –    | –    | –      | 0      | 0        | 0        | 0    |      |
| 總計        | 總計               | 102                | 5    | 16   | 1    | 11   | 1      | 41     | 1        | 170      | 8    |      |
| 阿仙奴      | 2019–20賽季        | 英格蘭超級足球聯賽 | 15   | 0    | 1    | 0    | 3      | 0      | 4        | 0        | 24   | 1    |
| 生涯總計    | 生涯總計           | 生涯總計           | 117  | 6    | 19   | 1    | 13     | 1      | 45       | 1        | 194  | 9    |

### 國家隊
最後更新：2025年6月6日
| 2016 | 2  | 0 |
| 2017 | 7  | 0 |
| 2018 | 3  | 0 |
| 2020 | 4  | 0 |
| 2021 | 14 | 0 |
| 2022 | 5  | 1 |
| 2023 | 6  | 0 |
| 2024 | 6  | 0 |
| 2025 | 3  | 0 |
| 總計 | 50 | 1 |

#### 國家隊進球
最後更新：2022年3月24日
| #  | 日期       | 比賽場地                         | 對手 | 比分 | 賽果 | 賽事   |
| -- | ---------- | -------------------------------- | ---- | ---- | ---- | ------ |
| 1. | 2022.03.24 | 苏格兰, 格拉斯哥, 漢普頓公園球場 | 波蘭 | 1-0  | 1-1  | 友誼賽 |

## 榮譽

### 球會
些路迪
- 蘇格蘭足球超級聯賽冠軍：2015-16賽季（英语：2015–16 Scottish Premiership）[56]、2016-17賽季[57]、2017-18賽季（英语：2017–18 Scottish Premiership）、2018-19賽季（英语：2018–19 Scottish Premiership）[58]
- 蘇格蘭足總盃冠軍：2016-17賽季（英语：2016–17 Scottish Cup）[59]、2017-18賽季（英语：2017–18 Scottish Cup）[60]
- 蘇格蘭聯賽盃冠軍：2017-18賽季（英语：2017–18 Scottish League Cup）[61]、2018-19賽季（英语：2018–19 Scottish League Cup）[25]

 阿森納
- 英格蘭足總盃冠軍：2019-20賽季[62]
- 英格蘭社區盾冠軍：2020[63]、2023年

### 個人
- 蘇格蘭PFA年度最佳青年球員：2015-16賽季（英语：2015–16 Scottish Premiership）[14]、2016-17賽季[21]
- 蘇格蘭FWA年度最佳青年球員：2015-16賽季（英语：2015–16 Scottish Premiership）[15]、2016-17賽季[64]
- 蘇格蘭PFA年度最佳陣容（英语：PFA Scotland Team of the Year）：2015-16賽季（英语：2015–16 Scottish Premiership）[65]、2016-17賽季[66]

## 外部連結
- Soccerway資料庫：基蘭·蒂爾尼
- 足球数据库：基蘭·蒂爾尼的球员统计数据
- 基蘭·蒂爾尼 （页面存档备份，存于）於歐洲足球協會聯盟官方網站上的資料